# 한밭종합운동장
한밭종합운동장(한밭綜合運動場, Hanbat Sports Complex)은 대한민국 대전광역시에 있었던 스포츠 시설이다. 천연잔디 필드와 우레탄 트랙이 갖춰져 있어 축구와 육상 경기를 할 수 있는 다목적 경기장인 주경기장은 1964년에 완공되었으며, 2008년부터 2009년 9월까지 리모델링 공사를 하였다. 총 3만 명이 입장이 가능하였으며, 축구장과 400m 트랙 8레인으로 구성된 제2종 육상 경기장이 있었다. 전국 종별육상선수권 대회를 비롯한 축구 경기 개최 및 시민들의 건강 증진을 위하여 육상 트랙을 아침(05:00～09:00)과 저녁(18:00～22:00)에도 무료 개방하였으며, 대전 한국철도 축구단의 홈 경기장으로 사용되었다. 한밭종합운동장 야구장은 1982년부터 1984년까지 OB 베어스, 1986년부터 2024년까지 한화 이글스의 홈구장으로 쓰였다. 실내체육관인 충무체육관은 V-리그의 대전 삼성화재 블루팡스, 대전 KGC인삼공사의 홈 경기장으로 사용된다.

## 시설
대전 시티즌이 2002년에 대전월드컵경기장으로 완전히 옮기기 전까지 홈구장으로 사용하였는데, 이에 앞서 1990년 6월 15일에 R리그 경기가 개최되었다.
WK리그 대전 스포츠토토 여자 축구단이 2015년까지 홈 경기장으로 사용했으며, 내셔널리그 대전 한국수력원자력이 2002년부터 2012년까지 홈구장으로 사용하다가 경주로 연고지를 이전하였고, 인천 코레일이 대전으로 연고지를 옮기면서, 2014년부터 2021년까지 대전 한국철도 FC의 홈 경기장으로 사용되었다.
2021년 K리그2에 참가하고 있는 대전 하나 시티즌의 홈구장인 대전월드컵경기장의 잔디 보수 공사로 인하여 8월달부터 시즌 종료 시점까지 이 경기장을 사용하기로 하였다.

## 기록

### 1980년 대통령배 국제축구대회
| 날짜            | 팀 1          | 스코어 | 팀 2         | 라운드 |
| --------------- | ------------- | ------ | ------------ | ------ |
| 1980년 8월 27일 | 인도네시아    | 3 - 2  | 바레인       | 예선   |
| 1980년 8월 27일 | 대한민국 충무 | 1 - 0  | 말레이시아 B | 예선   |
| 1980년 8월 27일 | 대한민국 화랑 | 4 - 0  | 태국         | 예선   |

### 1981년 대통령배 국제축구대회
| 날짜            | 팀 1          | 스코어 | 팀 2             | 라운드 |
| --------------- | ------------- | ------ | ---------------- | ------ |
| 1981년 6월 14일 | 인도네시아    | 0 - 4  | 비토리아 FC      | B조    |
| 1981년 6월 14일 | 리히텐슈타인  | 1 - 1  | 몰타             | B조    |
| 1981년 6월 14일 | 다누비오 FC   | 3 - 2  | 태국             | B조    |
| 1981년 6월 15일 | LB 샤토루     | 0 - 2  | 말레이시아       | A조    |
| 1981년 6월 15일 | 라싱 코르도바 | 1 - 0  | 일본             | A조    |
| 1981년 6월 15일 | 대한민국 화랑 | 4 - 1  | 1. FC 자르브뤼켄 | A조    |

### 1985년 대통령배 국제축구대회

#### 1라운드
| 날짜           | 팀 1                   | 스코어 | 팀 2            | 라운드 |
| -------------- | ---------------------- | ------ | --------------- | ------ |
| 1985년 6월 5일 | 대한민국 88 올림픽팀   | 6 - 0  | 말레이시아      | A조    |
| 1985년 6월 5일 | 방구 AC                | 2 - 2  | 이라크          | B조    |
| 1985년 6월 6일 | 대한민국 월드컵 대표팀 | 3 - 2  | 태국            | C조    |
| 1985년 6월 6일 | 가나                   | 1 - 3  | 센트랄 에스파뇰 | D조    |

### 1986년 아시안 게임 축구
| 날짜            | 팀 1     | 스코어 | 팀 2       | 라운드 |
| --------------- | -------- | ------ | ---------- | ------ |
| 1986년 9월 20일 | 쿠웨이트 | 4 - 0  | 방글라데시 | D조    |
| 1986년 9월 20일 | 일본     | 5 - 0  | 네팔       | D조    |
| 1986년 9월 22일 | 일본     | 0 - 2  | 이란       | D조    |
| 1986년 9월 22일 | 네팔     | 0 - 5  | 쿠웨이트   | D조    |
| 1986년 9월 24일 | 이란     | 4 - 0  | 방글라데시 | D조    |
| 1986년 9월 24일 | 일본     | 0 - 2  | 쿠웨이트   | D조    |
| 1986년 9월 26일 | 네팔     | 0 - 1  | 방글라데시 | D조    |
| 1986년 9월 26일 | 이란     | 0 - 1  | 쿠웨이트   | D조    |
| 1986년 9월 28일 | 일본     | 4 - 0  | 방글라데시 | D조    |
| 1986년 9월 28일 | 이란     | 6 - 0  | 네팔       | D조    |

### 1987년 대통령배 국제축구대회
| 날짜            | 팀 1     | 스코어 | 팀 2                | 라운드 |
| --------------- | -------- | ------ | ------------------- | ------ |
| 1987년 6월 14일 | 이집트   | 3 - 2  | 데포르티보 에스파뇰 | A조    |
| 1987년 6월 14일 | 헝가리   | 3 - 2  | 미국                | A조    |
| 1987년 6월 14일 | 대한민국 | 4 - 2  | 태국                | A조    |

### 1988년 대통령배 국제축구대회
| 날짜            | 팀 1                | 스코어 | 팀 2                  | 라운드 |
| --------------- | ------------------- | ------ | --------------------- | ------ |
| 1988년 6월 17일 | 클루브 아틀라스     | 2 - 0  | 잠비아 올림픽 대표팀  | A조    |
| 1988년 6월 17일 | 이와냐누 나티오날레 | 1 - 1  | 퀸즈 파크 레인저스 FC | C조    |

### 1988년 하계 올림픽 축구
| 날짜            | 팀 1         | 스코어 | 팀 2       | 라운드 |
| --------------- | ------------ | ------ | ---------- | ------ |
| 1988년 9월 17일 | 잠비아       | 2 - 2  | 이라크     | B조    |
| 1988년 9월 18일 | 브라질       | 4 - 0  | 나이지리아 | D조    |
| 1988년 9월 19일 | 이라크       | 3 - 0  | 과테말라   | B조    |
| 1988년 9월 20일 | 유고슬라비아 | 3 - 1  | 나이지리아 | D조    |
| 1988년 9월 22일 | 유고슬라비아 | 1 - 2  | 브라질     | D조    |

### 1989년 대통령배 국제축구대회
| 날짜            | 팀 1          | 스코어 | 팀 2        | 라운드 |
| --------------- | ------------- | ------ | ----------- | ------ |
| 1989년 6월 19일 | 미국 U-21     | 0 - 1  | 헝가리 U-21 | A조    |
| 1989년 6월 19일 | 대한민국 청룡 | 2 - 0  | SL 벤피카   | A조    |

### 1991년 대통령배 국제축구대회
| 날짜           | 팀 1     | 스코어 | 팀 2       | 라운드 |
| -------------- | -------- | ------ | ---------- | ------ |
| 1991년 6월 9일 | 이집트   | 5 - 2  | 몰타       | A조    |
| 1991년 6월 9일 | 대한민국 | 3 - 0  | 인도네시아 | A조    |

## 현황 및 사용처
- 주경기장 - 내셔널리그의 대전 한국철도의 홈 경기장으로 사용되었다.
- 대전한화생명이글스파크 - 한국 프로 야구/KBO 리그의 OB 베어스, 한화 이글스의 홈 경기장으로 사용되었다.
- 충무체육관 - V-리그의 대전 삼성화재 블루팡스와 대전 KGC인삼공사 배구단의 홈 경기장으로 사용되고 있다.
- 한밭체육관 - 핸드볼, 배드민턴, 태권도, 검도대회 및 각종 문화행사에 사용되고 있다.
- 수영장
- 정구장
- 육상보조경기장
- 게이트볼장
- 보조경기장

## 참고 문헌
- “한밭종합운동장”. 대전광역시시설관리공단.
- 〈한밭종합운동장〉. 《한국민족문화대백과사전》. 한국학중앙연구원.
- 〈한밭종합운동장〉. 《두피디아》. 두산.
- 이해미 (2022년 6월 20일). “대전체육의 역사 오롯이 품은 한밭종합운동장 63년 만에 해체… 베이스볼드림파크로 다시 만나요”. 중도일보.
- 《전국 공공체육 시설 현황 (2017년말 기준)》. 대한민국 문화체육관광부. 2019.
- 《2019년 전국 공공체육시설 현황 (2018년말 기준)》. 대한민국 문화체육관광부. 2020.
- 《2020년 전국 공공체육시설 현황 (2019년말 기준)》. 대한민국 문화체육관광부. 2021.

## 같이 보기
- 한밭종합운동장 보조경기장
- 대전한화생명이글스파크
- 충무체육관
- 대전육상실내연습장
- 대전한화생명볼파크